# Cri des Exclus

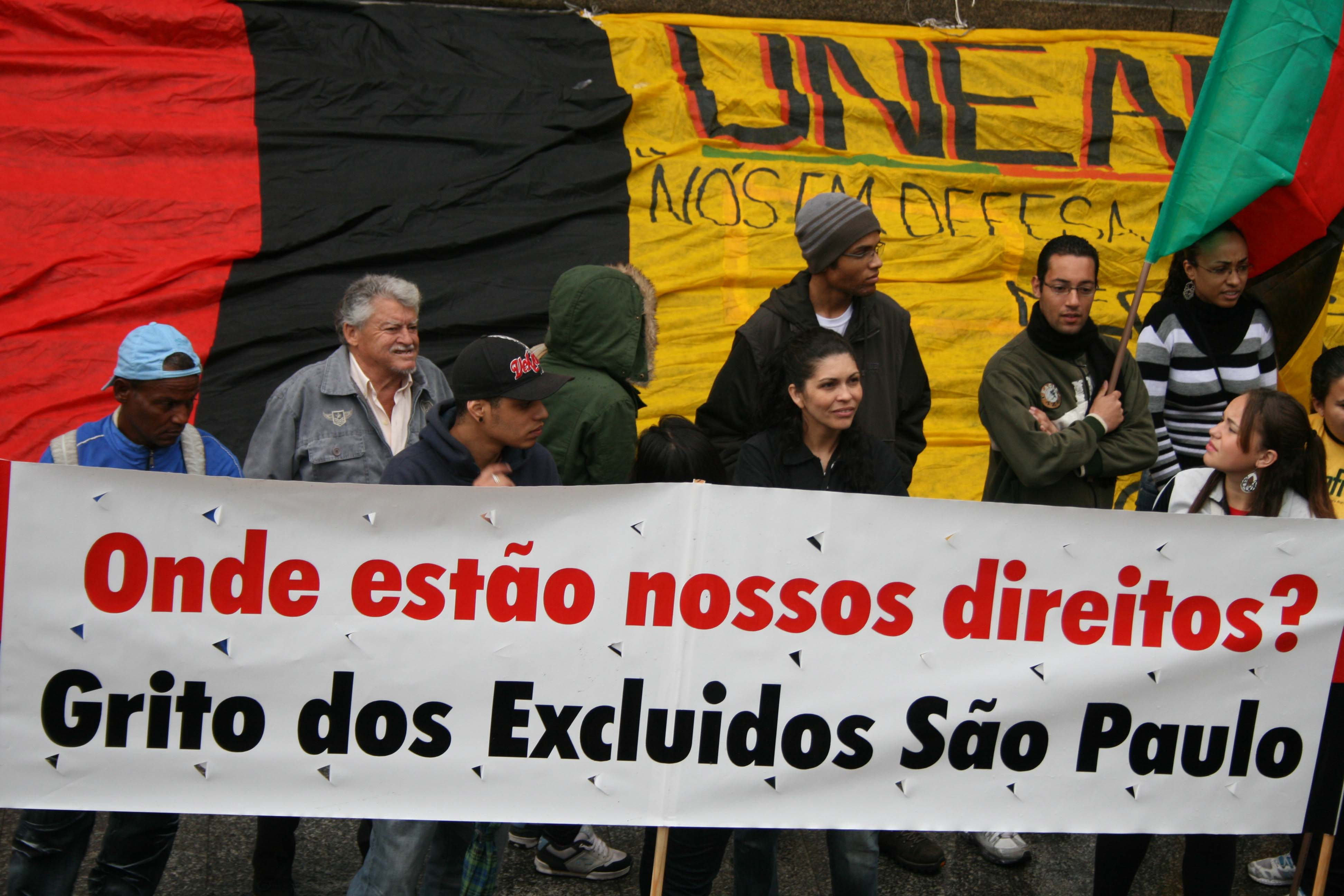
Grito dos Excluídos em São Paulo (4971030639).
Bianca Pedrina

Le Cri des Exclus (portugais : Grito dos Excluídos) est un certain nombre de manifestations populaires au Brésil qui se tiennent chaque année au 7 septembre, le jour de l'indépendance du Brésil, pour attirer l'attention des personnes exclues de tout ce qui vaut la vie un être humain,,.
Lancé en 1995 à l'initiative des évêques catholiques romains, il s'est depuis installé dans plus de 20 pays des Amériques et des Caraïbes.
Au Brésil, les événements commencés ont un thème différent chaque année, avec des marches, des démonstrations, des séminaires, des cours et des discussions ont lieu dans les capitales du pays tout au long de la semaine.